# 西瑙高羅語
西瑙高羅語(Sinaugoro)是一種通行於巴布亞新幾內亞中央省的南島語系語言，與莫图语等同屬西瑙高羅─克阿帕拉語言的一種，使用者約18,000人。

## 語法
西瑙高羅語的語序如下：
- 基本語序：主詞─受詞─動詞(SOV)
- 介詞多為後置詞。
- 形容詞與數詞置於其所修飾的名詞之後，然指示詞與關係子句置於其所修飾的名詞前。

除此之外，西瑙高羅語在名詞的格變化方面，呈現作通格語言的特性，然西瑙高羅語在動詞人稱一致方面，呈現主賓格語言的特性，因此可認為西瑙高羅語是一種具有部份作格性的語言。